# 田辺正男
田辺 正男（たなべ まさお、1909年8月28日 - 2002年4月17日）は、日本の国文学者・国語学者・教育者。学位は、文学博士（國學院大学・1961年）。國學院大学名誉教授、元国学院女子短期大学初代学長。三重県亀山市生まれ。東京都育ち。田邊正男とも表記される。

## 略歴
- 1933年 國學院大学文学部文学科卒業。茨城県水戸中学校教諭
- その後、東京府立第四高等女学校教諭、東京府立第一高等女学校教諭を歴任[3]
- 1946年國學院大學文学部専任講師
- 1947年 同助教授
- 1950年 同教授
- 1951年 同図書館長
- 1961年 文学博士（國學院大学）、学位論文：「源氏物語の文法」[4]
- 1965年 同文学部学部長
- 1979年 国学院女子短期大学設置委員会委員[5]
- 1982年 国学院女子短期大学初代学長（1986年まで）
- 1986年 國學院大学名誉教授[6]

## エピソード
国語学者として中学校・高等学校の多くの国語教科書・古文教科書・指導要領の策定に関わった

## 主な著書

### 単著
- 『國語學説史』互陽堂 1955
- 『國語學史』桜楓社出版 1959初版/1976 3訂版
- 『古典文法』大修館書店　1968初版/1986 新訂版
- 『上代語中古語の研究』桜楓社 1976

### 共編著
- 『学研国文法』和田利政共編、学習研究社 1964
- 『古文読本』馬淵和夫共編、大修館書店 1985